# Escàrids

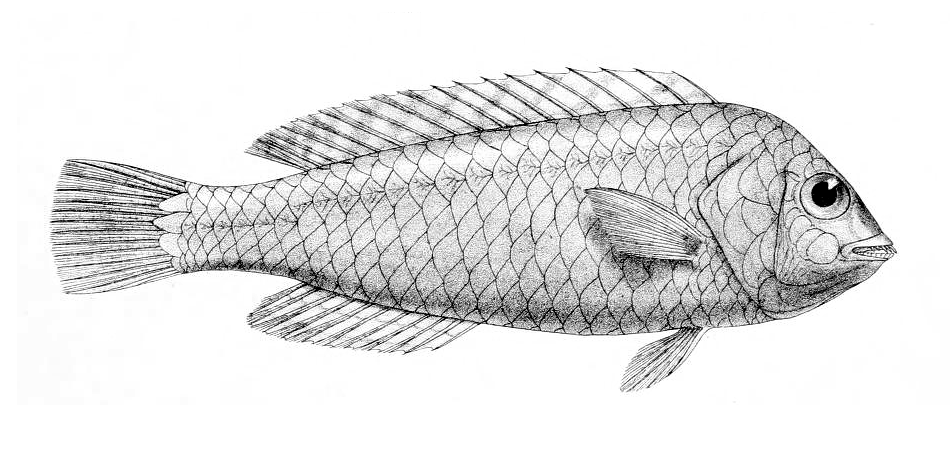
Calotomus viridescens

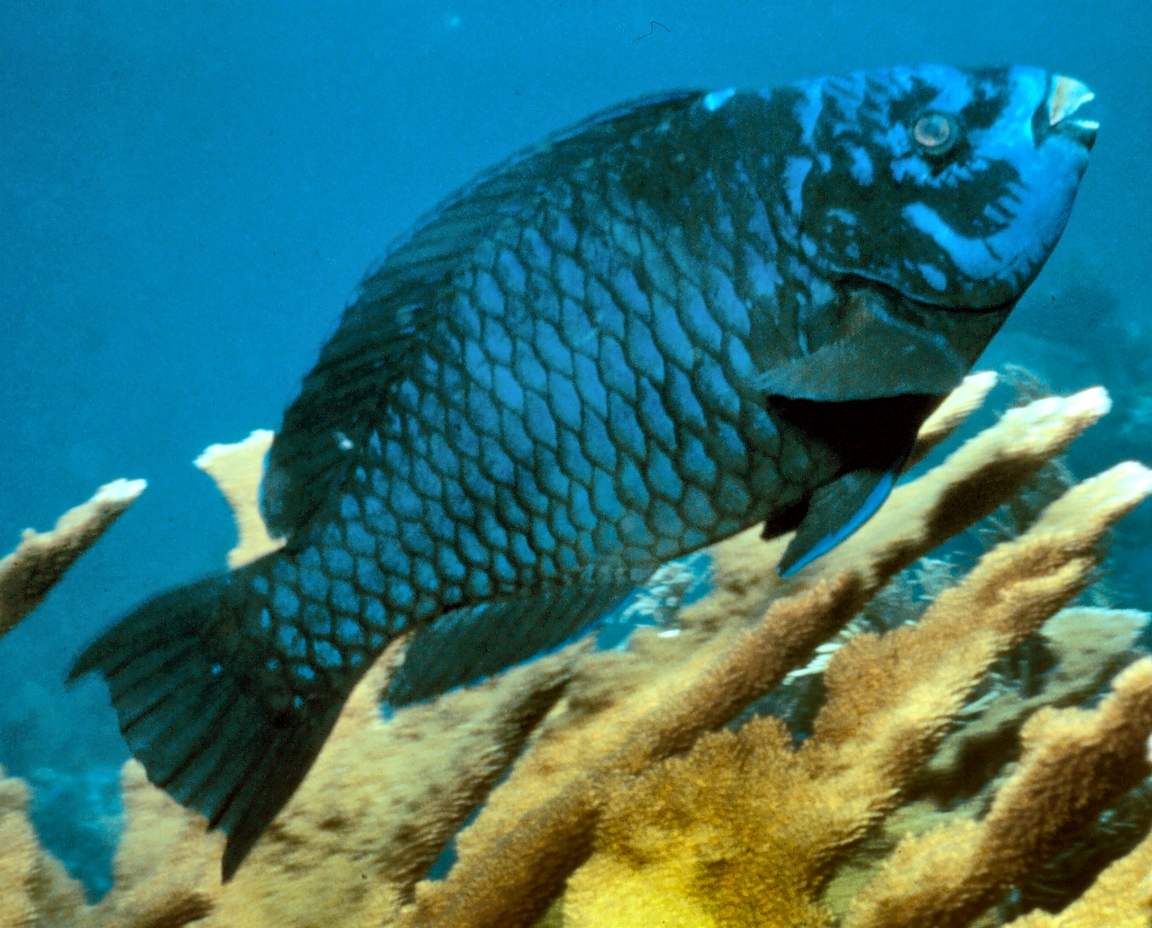
Scarus coelestinus

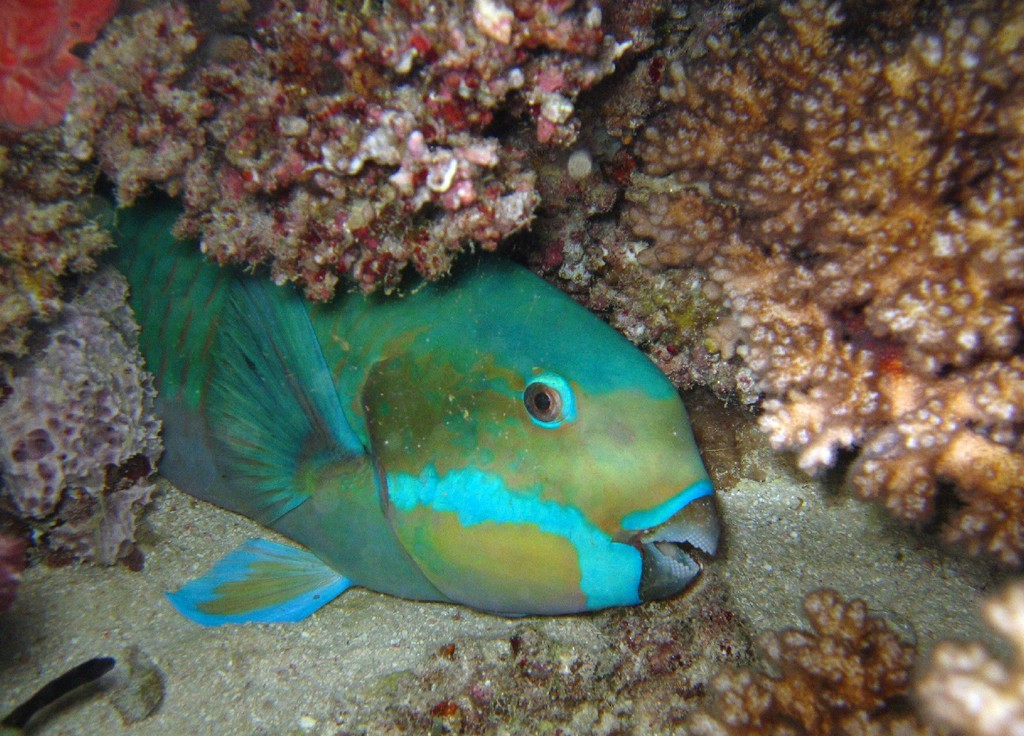
Chlorurus microrhinos fotografiat a la Gran Barrera de Corall.

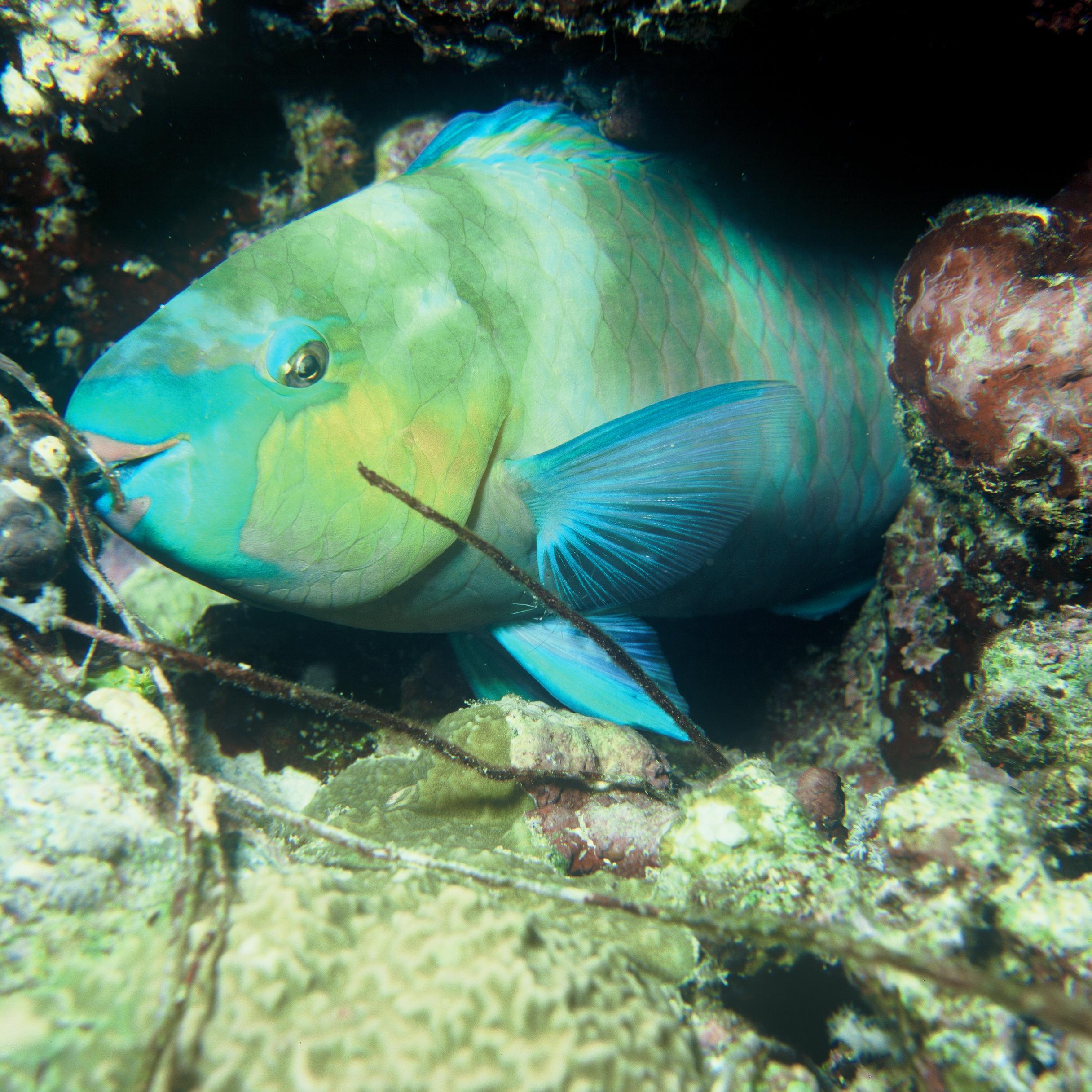
Scarus ferrugineus

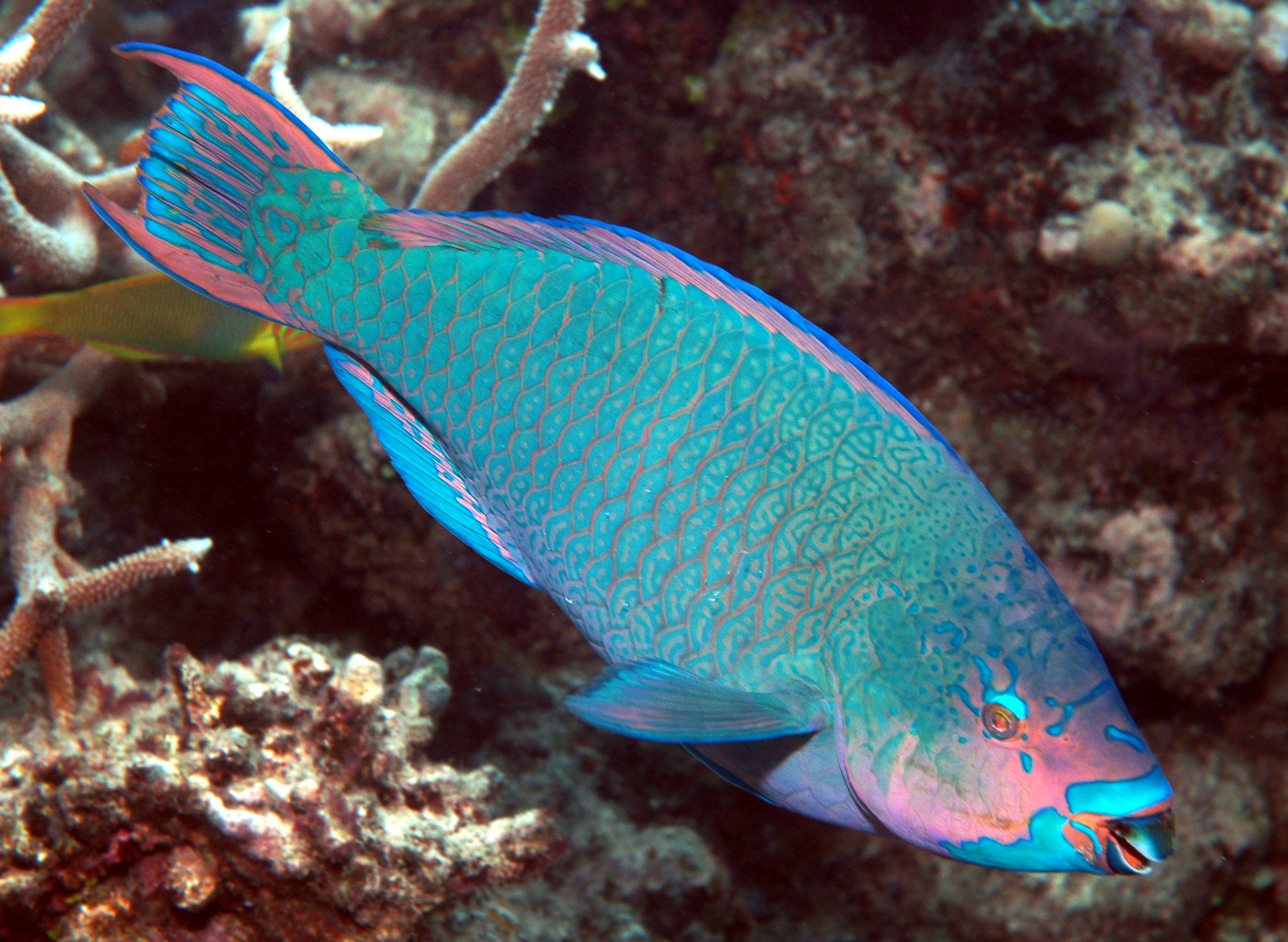
Scarus altipinnis

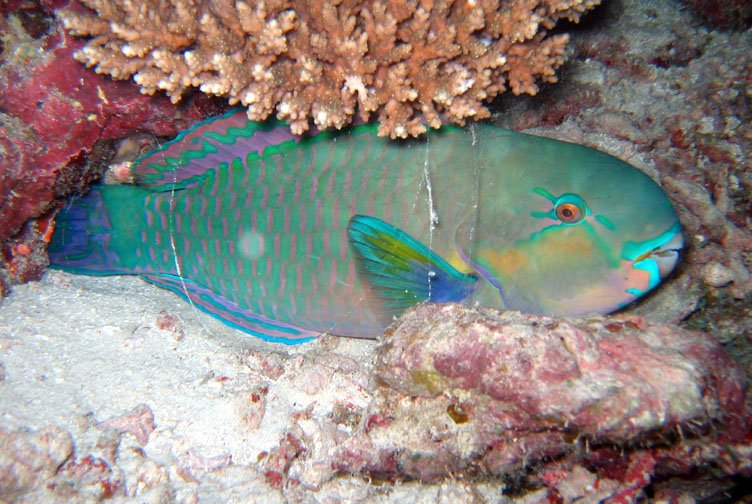
Chlorurus sordidus

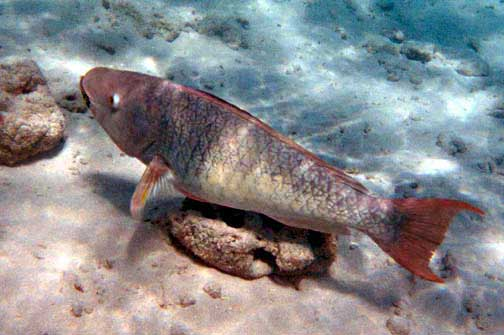
Scarus rubroviolaceus

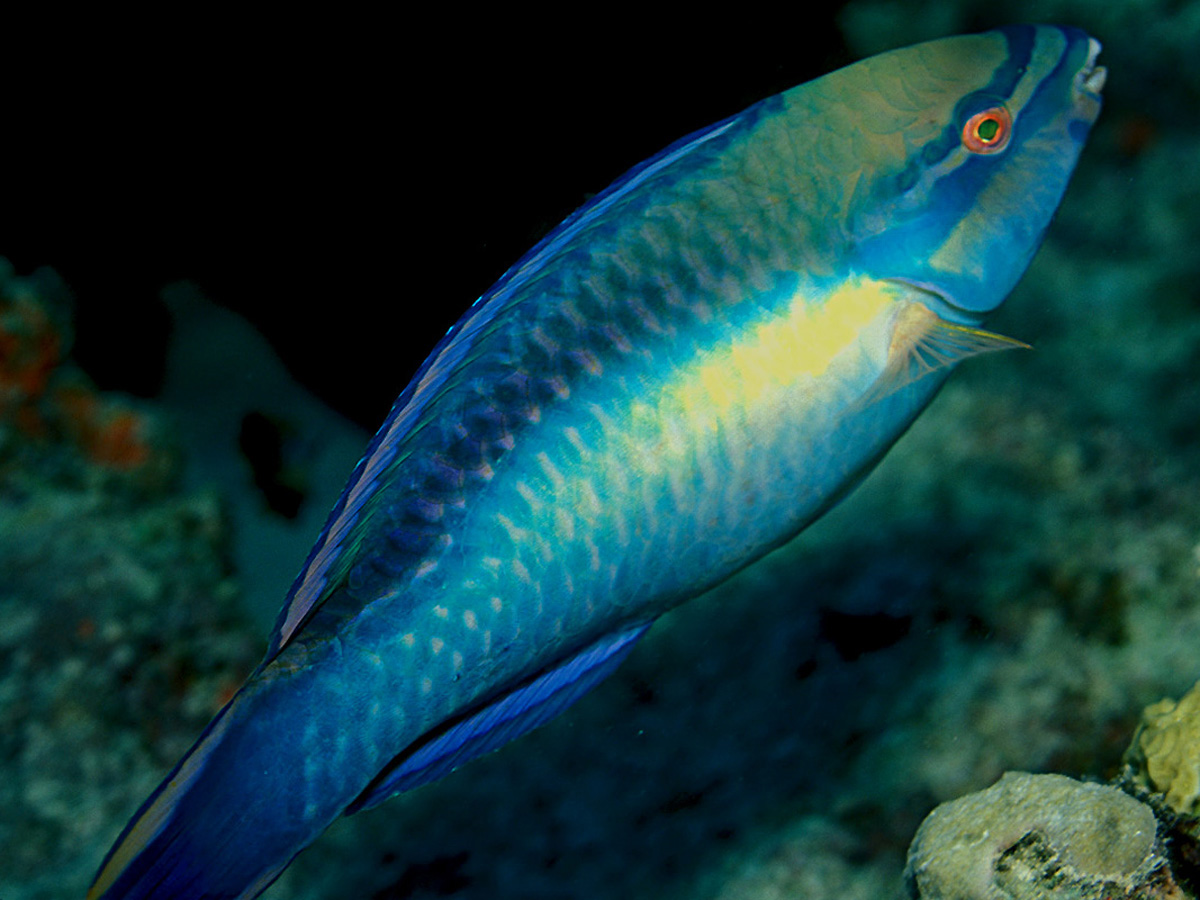
Scarus taeniopterus fotografiat al Carib.

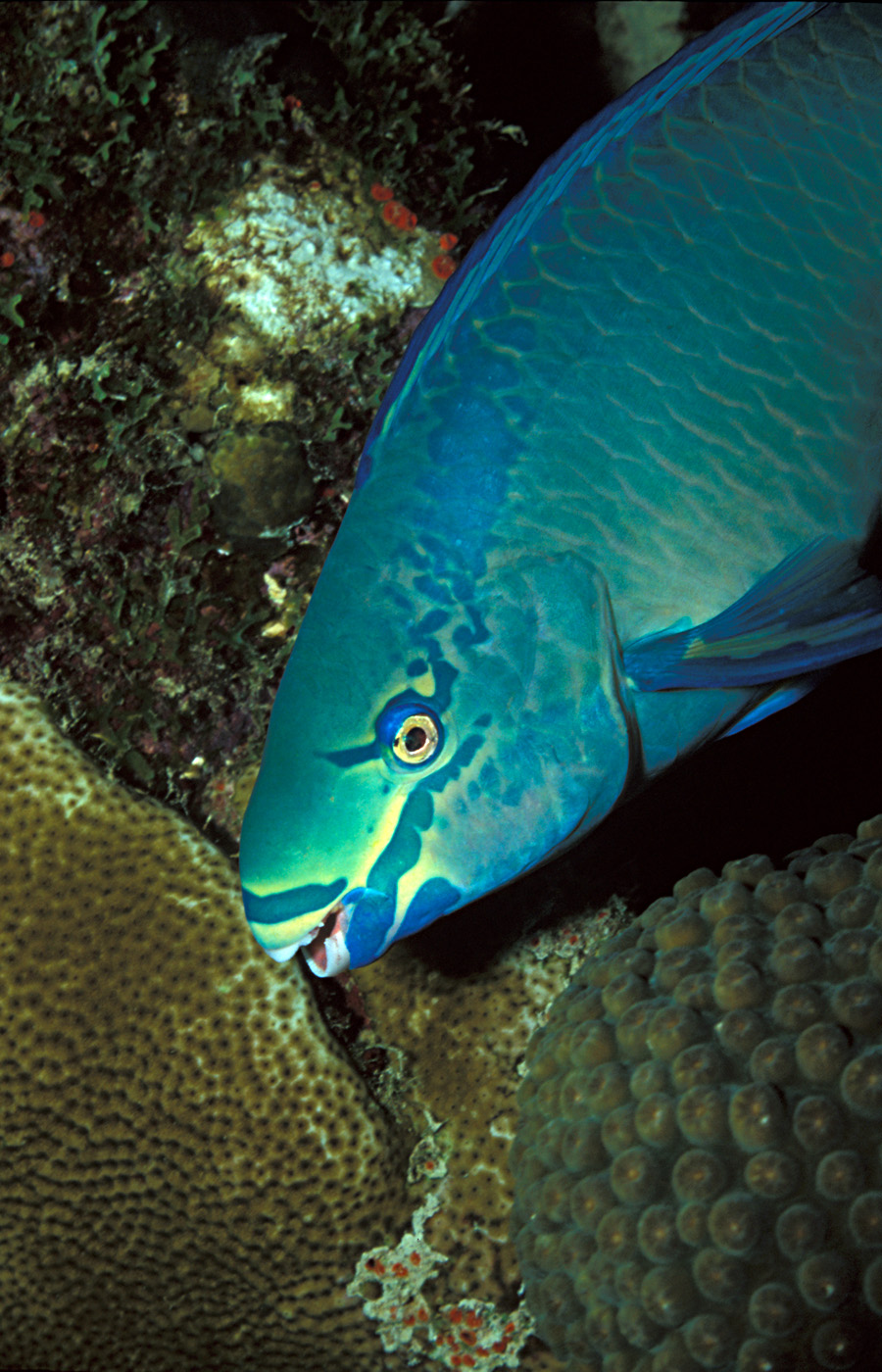
Scarus vetula

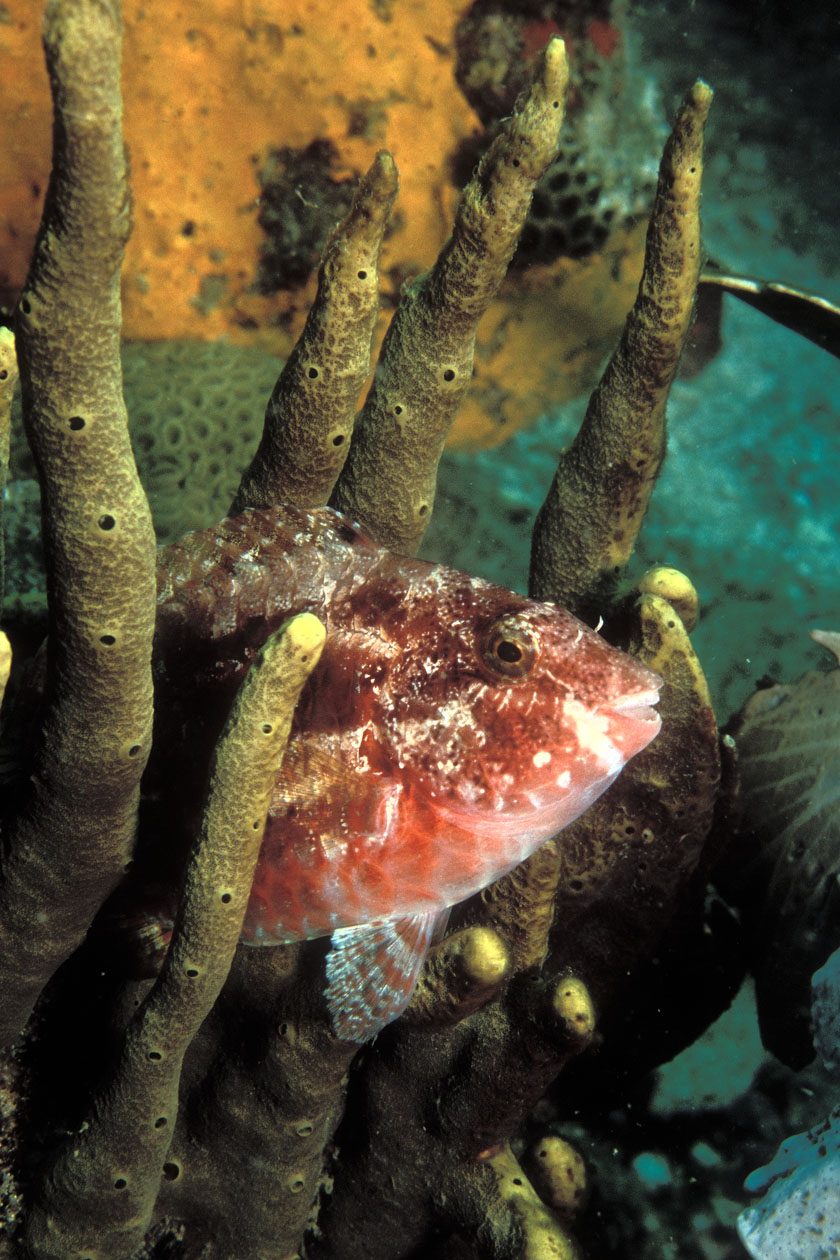
Sparisoma aurofrenatum fotografiat a Arraial do Cabo, Brasil.

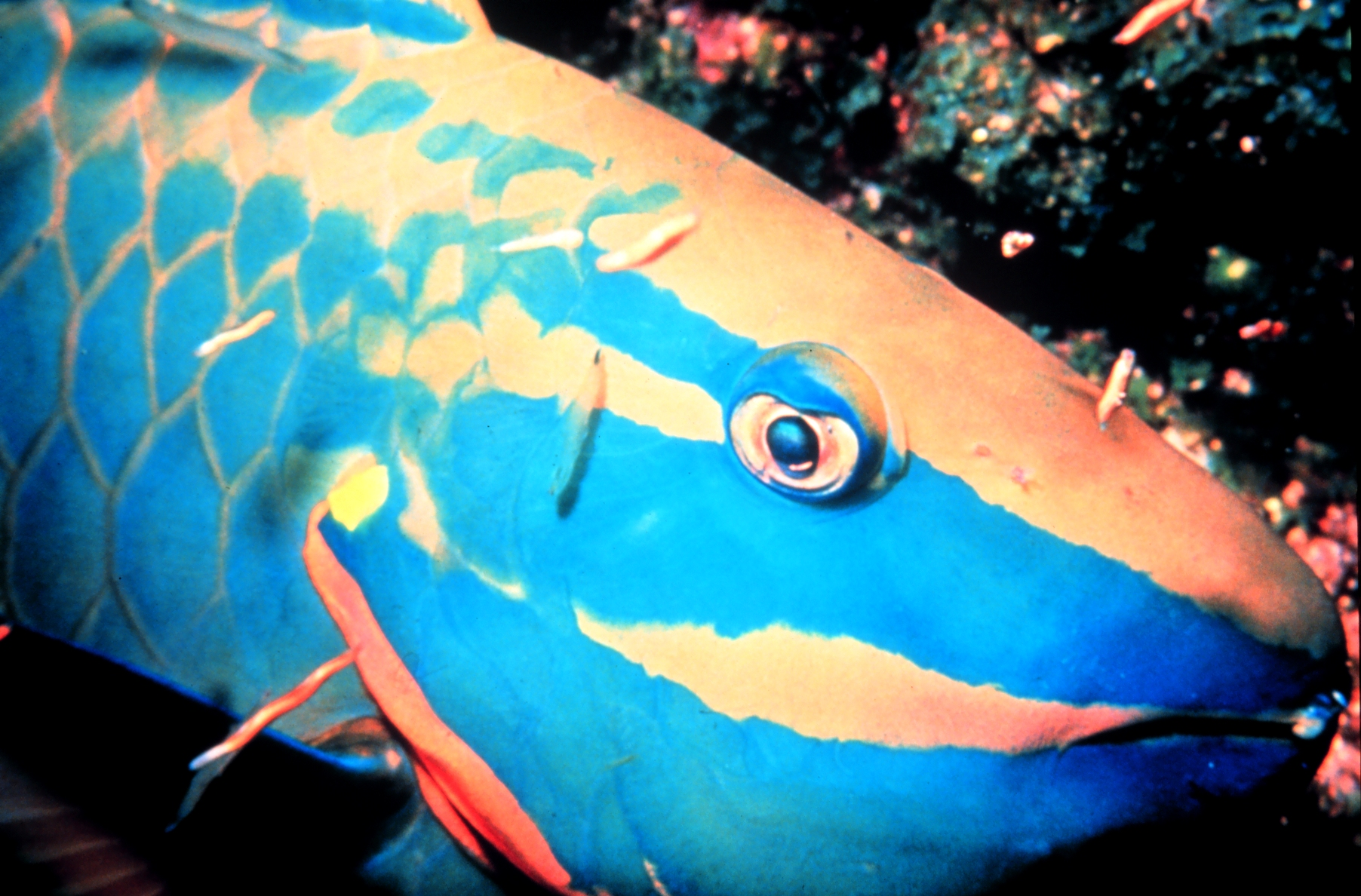
Sparisoma viride

Els escàrids (Scaridae) o peixos lloro són una família de peixos marins pertanyent a l'ordre dels perciformes.

## Morfologia
- La majoria d'espècies assoleixen una longitud total de 30-40 cm però Bolbometopon muricatum pot arribar als 130 cm.
- Tenen una mena de bec i plaques aplanades trituradores per trencar els coralls.[2]
- Tenen 9 espines a l'aleta dorsal i tres espines a l'aleta anal.
- Al voltant de 25 vèrtebres.
- Escates grans i cicloides.[3]

## Reproducció
Alguns peixos lloro mascles mantenen harems de femelles. Si el mascle dominant mor, una de les femelles canvia de gènere i de color i esdevé el mascle dominant.

## Alimentació
Generalment, són herbívors que mengen algues adherides al corall. Aquest fet comporta la ingestió de fragments de corall per ajudar en la digestió, els quals són aixafats i expulsats posteriorment fent dels escàrids els principals productors de sorra dels esculls de corall.

## Hàbitat
Un gran nombre d'espècies d'aquesta família són tropicals que viuen en esculls de corall.

## Distribució geogràfica
Viuen al Mar Roig i als oceans Atlàntic, Oceà Índic i Oceà Pacífic.

## Costums
- Durant la nit, algunes espècies descansen embolicades en una secreció mucoide i transparent produïda per un òrgan que tenen al cap per protegir-se dels seus depredadors nocturns (com ara morenes, taurons, etc.). Aquest embolcall és realitzat en només 30 minuts, té dues obertures per permetre el pas de l'aigua i evita que l'olor del peix pugui alertar els depredadors que cacen amb l'ajut de l'olfacte.[6]

## Conservació
Una sola espècie de tota aquesta família, Scarus guacamaia, és considerada per la Unió Internacional per a la Conservació de la Natura de trobar-se en perill d'extinció.

## Observacions
- La majoria d'espècies no viuen més de 5-7 anys en estat salvatge. Només l'escàrid més gros, Bolbometopon muricatum, pot assolir els 20 anys de longevitat.[4][13]
- Són espècies difícils de mantindre en aquaris, ja que necessiten fregar el seu bec amb el corall a fi d'evitar que esdevingui massa llarg.
- La seva carn és una menja exquisida en alguns països. Així, per exemple, a la Polinèsia és menjada crua i, en el passat, era un aliment només destinat als reis.[4]

## Gèneresiespècies
- Gènere Bolbometopon (Smith, 1956)[14]
  - Bolbometopon muricatum (Valenciennes, 1840)
- Gènere Calotomus (Gilbert, 1890)[15]
  - Calotomus carolinus  (Valenciennes a Cuvier i Valenciennes, 1840)
  - Calotomus japonicus (Valenciennes a Cuvier i Valenciennes, 1840)
  - Calotomus spinidens (Quoy i Gaimard, 1824)
  - Calotomus viridescens (Rüppell, 1835)
  - Calotomus zonarchus (Jenkins, 1903)
- Gènere Cetoscarus (Smith, 1956)[14]
  - Cetoscarus bicolor (Rüppell, 1829)
- Gènere Chlorurus (Swainson, 1839)[16]
  - Chlorurus atrilunula  (Randall i Bruce, 1983)
  - Chlorurus bleekeri (de Beaufort a Weber i de Beaufort, 1940)
  - Chlorurus bowersi (Snyder, 1909)
  - Chlorurus capistratoides (Bleeker, 1847)
  - Chlorurus cyanescens (Valenciennes a Cuvier i Valenciennes, 1840)
  - Chlorurus enneacanthus (Lacépède, 1802)
  - Chlorurus frontalis (Valenciennes a Cuvier i Valenciennes, 1840)
  - Chlorurus genazonatus (Randall i Bruce, 1983)
  - Chlorurus gibbus (Rüppell, 1829)
  - Chlorurus japanensis (Bloch, 1789)
  - Chlorurus microrhinos (Bleeker, 1854)
  - Chlorurus oedema (Snyder, 1909)
  - Chlorurus perspicillatus (Steindachner, 1879)
  - Chlorurus rhakoura (Randall i Anderson, 1997)
  - Chlorurus sordidus (Forsskål, 1775)
  - Chlorurus strongylocephalus (Bleeker, 1854)
  - Chlorurus troschelii (Bleeker, 1853)
- Gènere Cryptotomus (Cope, 1871)[17]
  - Cryptotomus roseus (Cope, 1871)
- Gènere Hipposcarus (Smith, 1956)[18]
  - Hipposcarus harid (Forsskål, 1775)
  - Hipposcarus longiceps (Valenciennes a Cuvier i Valenciennes, 1840)
- Gènere Leptoscarus (Swainson, 1839)[19]
  - Leptoscarus vaigiensis (Quoy i Gaimard, 1824)
- Gènere Nicholsina (Fowler, 1915)[20]
  - Nicholsina denticulata (Evermann & Radcliffe, 1917)
  - Nicholsina usta (Valenciennes a Cuvier i Valenciennes, 1840)
- Gènere Scarus (Forsskål, 1775)[21]
  - Scarus altipinnis (Steindachner, 1879)
  - Scarus arabicus (Steindachner, 1902)
  - Scarus barffi (Curtiss, 1938)
  - Scarus caudofasciatus (Günther, 1862)
  - Scarus chameleon (Choat i Riall, 1986)
  - Scarus chinensis (Steindachner, 1867)
  - Scarus coelestinus (Valenciennes a Cuvier i Valenciennes, 1840)
  - Scarus coeruleus (Bloch, 1786)
  - Scarus collana (Rüppell, 1835)
  - Scarus compressus (Osburn i Nichols, 1916)
  - Scarus cruciensis (Forster, 1795)
  - Scarus dimidiatus (Bleeker, 1859)
  - Scarus dubius (Bennett, 1828)
  - Scarus falcipinnis (Playfair, 1868)
  - Scarus ferrugineus (Forsskål, 1775)
  - Scarus festivus (Valenciennes a Cuvier i Valenciennes, 1840)
  - Scarus flavipectoralis (Schultz, 1958)
  - Scarus forresti (Curtiss, 1938)
  - Scarus forskael (Lacépède, 1802)
  - Scarus forsteni (Bleeker, 1861)
  - Scarus francisci (Curtiss, 1938)
  - Scarus frenatus (Lacépède, 1802)
  - Scarus fuscocaudalis (Riall i Myers, 2000)
  - Scarus fuscopurpureus (Klunzinger, 1871)
  - Scarus ghobban (Forsskål, 1775)
  - Scarus globiceps (Valenciennes a Cuvier i Valenciennes, 1840)
  - Scarus gracilis (Steindachner, 1869)
  - Scarus guacamaia (Cuvier, 1829)
  - Scarus hoefleri (Steindachner, 1881)
  - Scarus hypselopterus (Bleeker, 1853)
  - Scarus iseri (Bloch, 1789)
  - Scarus koputea (Riall i Choat, 1980)
  - Scarus longipinnis (Riall i Choat, 1980)
  - Scarus lydiae (Curtiss, 1938)
  - Scarus niger (Forsskål, 1775)
  - Scarus obishime (Riall i Earle, 1993)
  - Scarus oviceps (Valenciennes a Cuvier i Valenciennes, 1840)
  - Scarus ovifrons (Temminck i Schlegel, 1846)
  - Scarus pahoro (Curtiss, 1938)
  - Scarus perrico (Jordan i Gilbert, 1882)
  - Scarus persicus (Riall i Bruce, 1983)
  - Scarus prasiognathos (Valenciennes a Cuvier i Valenciennes, 1840)
  - Scarus psittacus (Forsskål, 1775)
  - Scarus psittacuscaroli (Curtiss, 1938)
  - Scarus quoyi (Valenciennes a Cuvier i Valenciennes, 1840)
  - Scarus rivulatus (Valenciennes a Cuvier i Valenciennes, 1840)
  - Scarus rubroviolaceus (Bleeker, 1847)
  - Scarus rufescens (Walbaum, 1792)
  - Scarus russelii (Valenciennes a Cuvier i Valenciennes, 1840)
  - Scarus scaber (Valenciennes a Cuvier i Valenciennes, 1840)
  - Scarus scarpellonis (Curtiss, 1938)
  - Scarus schlegeli (Bleeker, 1861)
  - Scarus sophiae (Curtiss, 1938)
  - Scarus spinus (Kner, 1868)
  - Scarus taeniopterus (Desmarest a Bory de Saint-Vincent, 1831)
  - Scarus teatae (Curtiss, 1938)
  - Scarus teresae (Curtiss, 1938)
  - Scarus tricolor (Bleeker, 1847)
  - Scarus trispinosus (Valenciennes a Cuvier i Valenciennes, 1840)
  - Scarus vetula (Bloch i Schneider, 1801)
  - Scarus viridifucatus (Smith, 1956)
  - Scarus xanthopleura (Bleeker, 1853)
  - Scarus zelindae (Moura, Figueiredo i Sazima, 2001)
  - Scarus zufar (Riall i Hoover, 1995)
- Gènere Sparisoma (Swainson, 1839)[19]
  - Sparisoma amplum (Ranzani, 1841)
  - Sparisoma atomarium (Poey, 1861)
  - Sparisoma aurofrenatum (Valenciennes a Cuvier i Valenciennes, 1840)
  - Sparisoma axillare (Steindachner, 1878)
  - Sparisoma chrysopterum (Bloch i Schneider, 1801)
  - Sparisoma cretense (Linnaeus, 1758)
  - Sparisoma frondosum (Agassiz a Spix i Agassiz, 1831)
  - Sparisoma griseorubra (Cervigón, 1982)
  - Sparisoma griseorubrum (Cervigón, 1982)
  - Sparisoma radians (Valenciennes a Cuvier i Valenciennes, 1840)
  - Sparisoma rubripinne (Valenciennes a Cuvier i Valenciennes, 1840)
  - Sparisoma strigatum (Günther, 1862)
  - Sparisoma tuiupiranga (Gasparini, Joyeux i Floeter, 2003)
  - Sparisoma viride (Bonnaterre, 1788)[22][23][24][25]